# 水營站
水營站（：／ Suyeong yeok */?）是釜山地鐵2號線與釜山地鐵3號線沿線交會的一座轉乘車站，同時也是釜山地鐵3號線的起點車站，位於韓國釜山廣域市水营区廣安洞。

## 車站結構
兩條路線站體均為1面2線島式月台的地下車站，候車月台設有月台幕門。

### 2號線月台

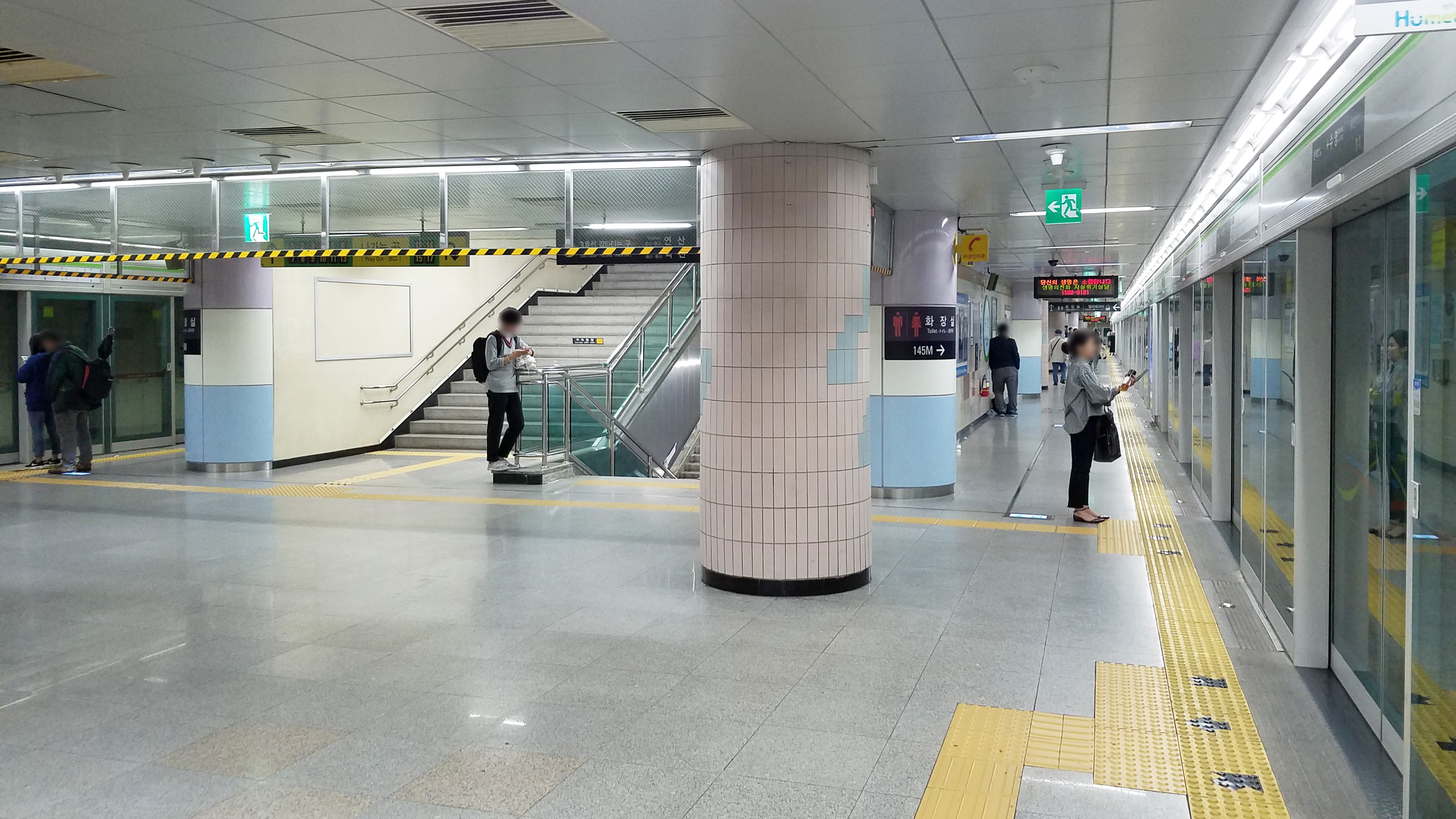
2號線候車月台

| 民樂 ↑   |
| 下 上 \| |
| ↓ 廣安   |

| 月台 | 路線               | 目的地                           |
| ---- | ------------------ | -------------------------------- |
| 上行 | ●釜山都市铁道2号线 | Centum City、海雲臺、萇山方向    |
| 下行 | ●釜山都市铁道2号线 | 大淵、西面、德川、湖浦、梁山方向 |

### 3號線月台

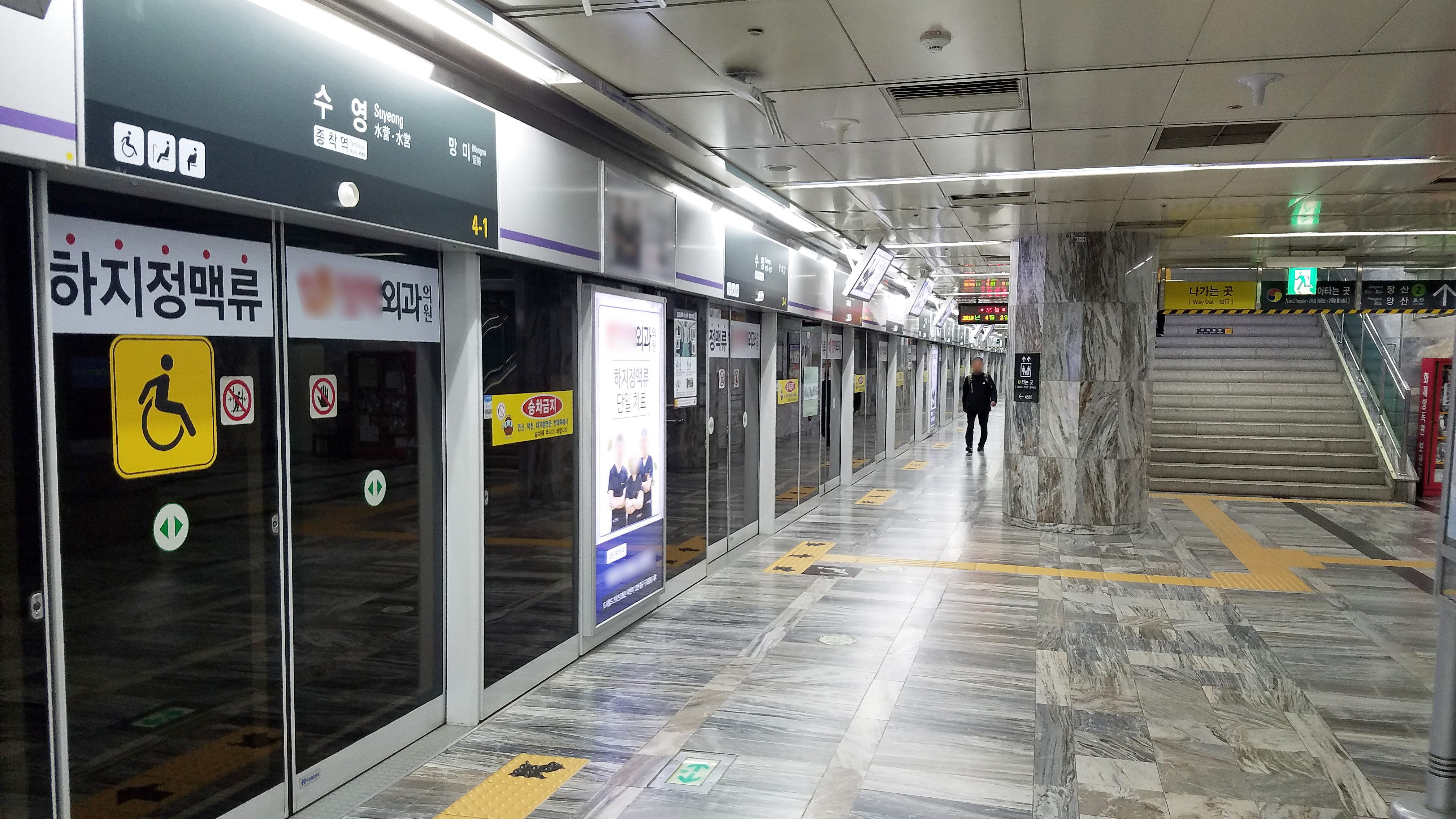
3號線候車月台

| 起終點站 |
| 下 上 \| |
| ↓ 望美   |

| 月台 | 路線               | 目的地                     |
| ---- | ------------------ | -------------------------- |
| 上行 | ●釜山都市铁道3号线 | 此站終着                   |
| 下行 | ●釜山都市铁道3号线 | 蓮山、美南、德川、大渚方向 |

## 歷史
- 2002年8月29日：落成啟用。
- 2005年11月28日：3號線站體開通。

## 車站周邊
- 水營史蹟公園（朝鲜语：수영사적공원）
- 水營初等學校
- 八道市場
- Centum醫院
- 廣安綜合市場

## 圖片

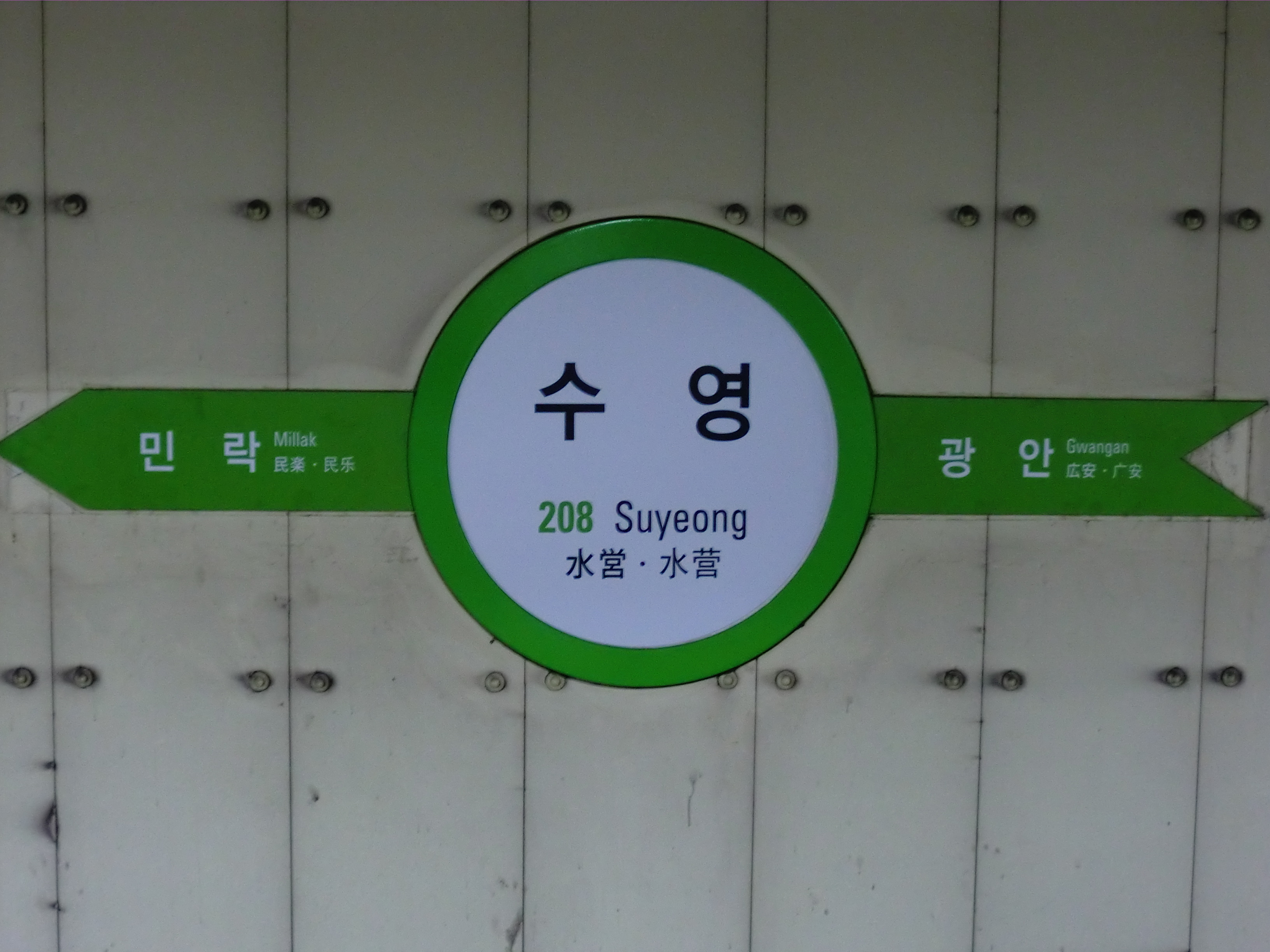
2號線站名牌
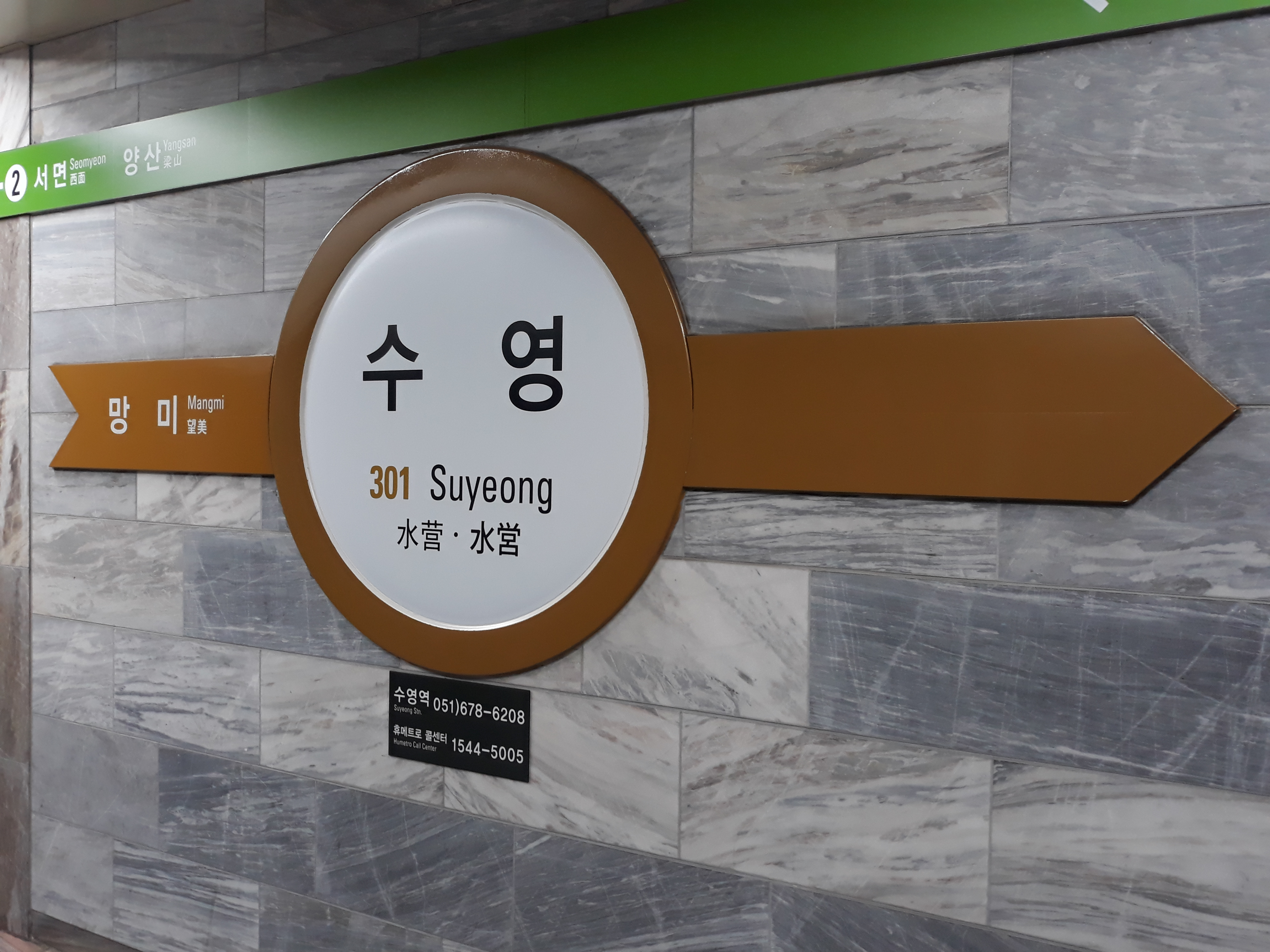
3號線站名牌
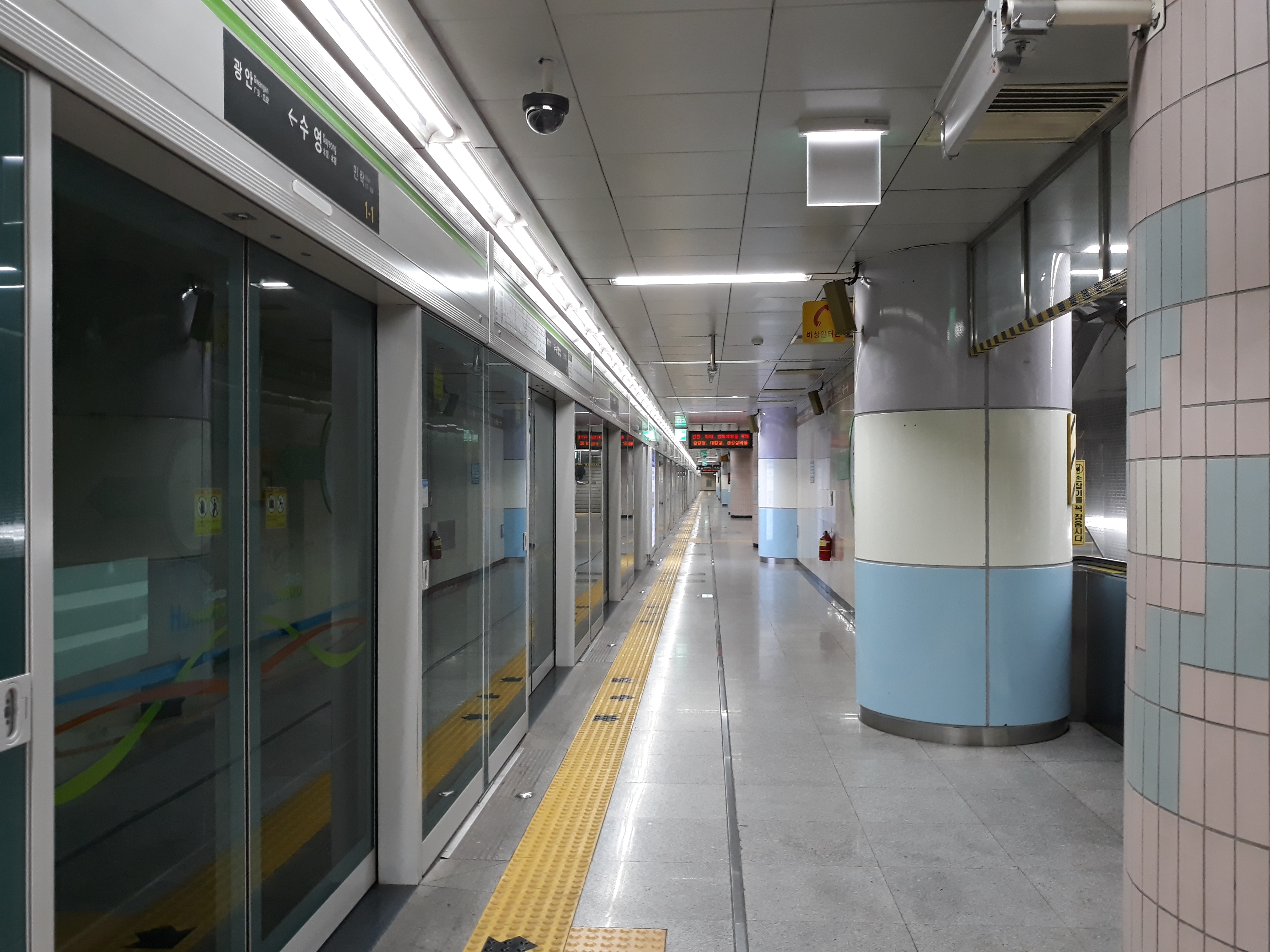
2號線月台
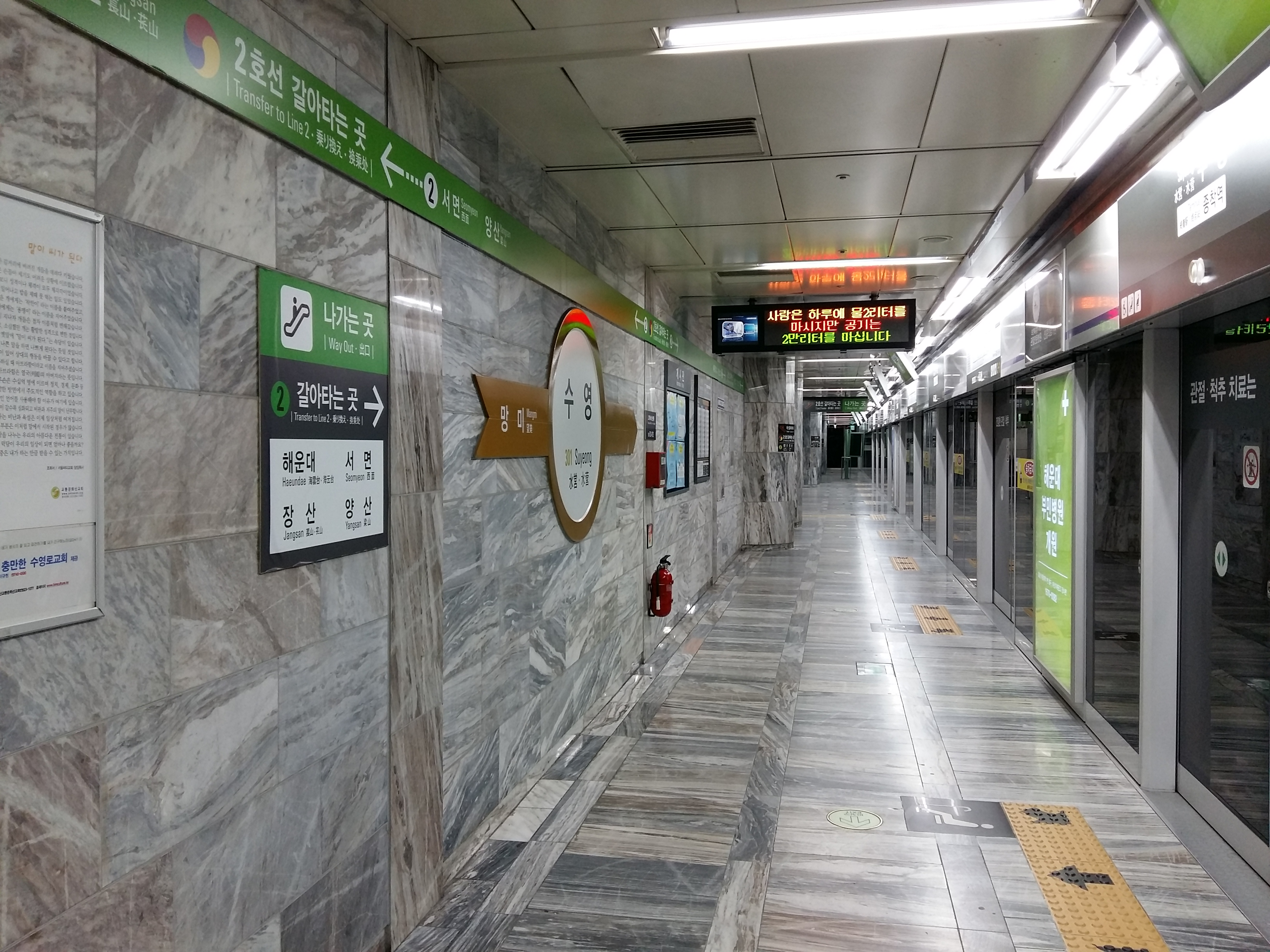
3號線月台
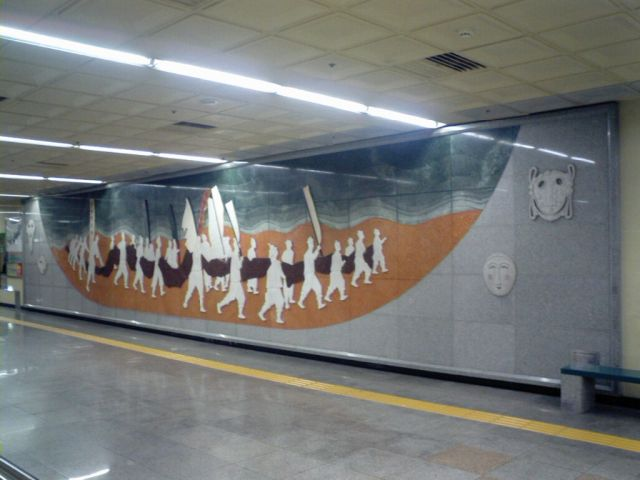
車站廊道壁畫
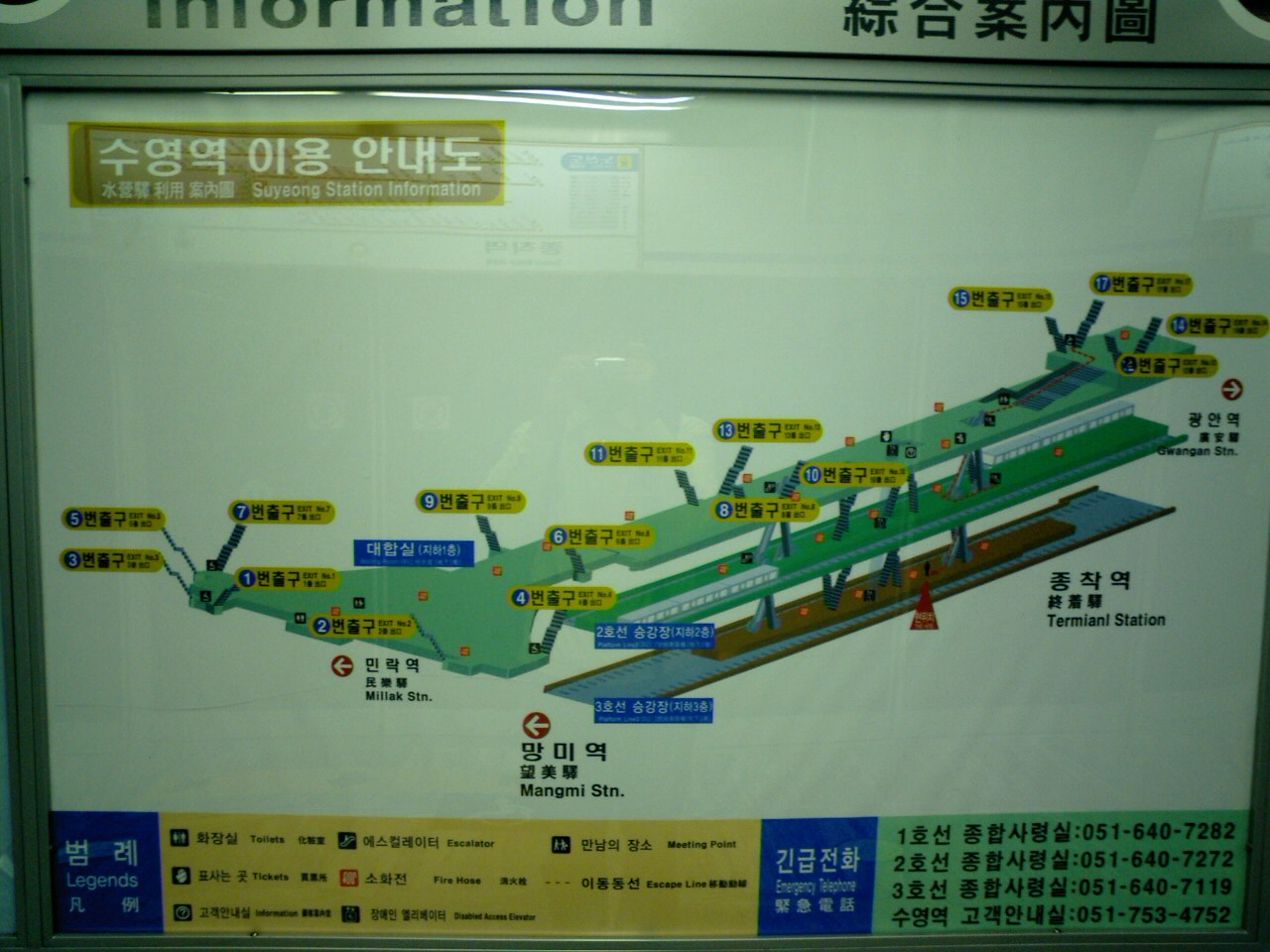
車站地圖

## 相鄰車站
釜山交通公社
●釜山都市铁道2号线
民樂（207）－水營（208）－廣安（209）
●釜山都市铁道3号线
水營（301）－望美（302）